# Carl-Heinz Birnbacher
Carl-Heinz Birnbacher (* 26. Mai 1910 in Villach; † 5. Dezember 1991 ebenda) war ein deutscher Marineoffizier österreichischer Herkunft, zuletzt Konteradmiral der Bundesmarine.

## Leben
Als Sohn eines ehemaligen k.u.k. Offiziers besuchte Birnbacher das Peraugymnasium, wo er 1929 seine Reifeprüfung ablegte.

### Reichsmarine und Kriegsmarine
Birnbacher trat am 9. Oktober 1930 als Seekadett in die Reichsmarine ein und wurde unter anderem auf dem Segelschulschiff Niobe und dem Leichten Kreuzer Emden zum Seeoffizier ausgebildet. Anschließend diente er als Leutnant zur See auf dem Linienschiff Hessen. Daran schloss sich eine Ausbildung zum Torpedooffizier an. Als solcher diente er auf dem Panzerschiff Admiral Scheer. 1935 wurde er Lehrer an der Torpedoschule Flensburg-Mürwik.
In der Kriegsmarine wurde er nach einem Lehrgang für Flugzeugkatapulte  auf den Leichten Kreuzer Karlsruhe versetzt. Dort war er für das Einschießen der Torpedowaffe und für das Flugzeugkatapult verantwortlich. Im September 1936 kam er zur 1. Schnellboot-Flottille, in der er nacheinander Kommandant der Schnellboote S-7 und S-14 wurde. Im Oktober 1937 wurde er Wachoffizier auf Z 1 Leberecht Maass. 1938 wurde er als Lehrer an die Torpedoschule in Flensburg-Mürwik versetzt. Seit 1. Dezember 1939 Flottillenchef der 1. Schnellboot-Flottille, wurde ihm für die Erfolge seiner Flottille bei der Besetzung Bergens im Zuge des Unternehmens Weserübung im April 1940 und vor der englischen Küste am 17. Juni 1940 das Ritterkreuz des Eisernen Kreuzes verliehen. Im Zuge des Westfeldzuges verlegte die Flottille im Mai 1940 von Bergen nach Borkum. Beim Unternehmen Barbarossa, dem Angriff auf die Sowjetunion 1941, wurde Birnbachers Flottille in der Ostsee eingesetzt, und im Mai 1942 wurde sie auf dem Landweg und über die Donau nach Konstanza am Schwarzen Meer verlegt. Ab Oktober 1942 diente Birnbacher zunächst als Erster Offizier und dann als Kommandant auf drei Zerstörern. Mit Z 24 kämpfte er in der Biskaya und im Nordatlantik. Ende 1943 sollten beim Unternehmen Trave elf Zerstörer und Torpedoboote in die Biskaya eindringen, um den Blockadebrecher Alsterufer in die Gironde zu bringen. Das Unternehmen wurde ein verlustreicher Fehlschlag; Birnbacher konnte seinen Gegnern jedoch entkommen. Nachdem Z 24 im August 1944 vor Le Verdon durch britische Bomber versenkt worden war, übernahm Birnbacher ab September 1944 von Fregattenkapitän Georg Ritter und Edler von Berger das Kommando über das Marine-Bataillon Narvik in der Festung Gironde-Süd, das aus ehemaligen Angehörigen der aufgelösten 8. Zerstörerflottille bestand. Dort geriet er am 20. April 1945 in französische Kriegsgefangenschaft, aus der er am 6. Oktober 1947 in Innsbruck entlassen wurde.

### Nachkriegszeit
In seiner Heimat erlernte Birnbacher zunächst die Berufe Tischler und Bootsbauer. Er studierte an der heimatlichen Montanuniversität Leoben, wo er 1951 – als kriegserfahrener Korvettenkapitän von 41 Jahren – Corpsschleifenträger des Corps Schacht wurde. Bis 1956 arbeitete er in der Kanzlei eines Wirtschaftsprüfers.

### Bundesmarine
Als Österreicher beantragte Birnbacher die deutsche Staatsbürgerschaft, um kurz nach der Gründung der Bundeswehr am 16. August 1956 als Fregattenkapitän in die Bundesmarine einzutreten. Nach einem Einweisungslehrgang wurde er zunächst Kommandeur des Marinestützpunktkommandos Cuxhaven und anschließend Kommandeur der für die Zerstörerausbildung zuständigen 5. Schiffsstammabteilung. Von 1957 bis 1959 diente er als Admiralstabsoffizier beim Kommando der Seestreitkräfte. 1959 wurde er Kommandant des aus den USA übernommenen ersten Zerstörers der Bundesmarine Zerstörer 1 und führte ihn, am Ende zum Kapitän zur See befördert, bis September 1960. Von 1960 bis 1962 war er Kommandeur des Kommandos der Schnellboote.
Nach einer kurzen Zwischenverwendung und Einweisung im Zentralen Marinekommando war Birnbacher von 1963 bis 1964 als Flottillenadmiral stellvertretender Befehlshaber der Flotte. Im Oktober 1964 wurde er Kommandeur des Marineabschnittskommandos Nordsee und 1967 Befehlshaber der Seestreitkräfte der Nordsee. Von Oktober 1968 bis Oktober 1970 war er noch einmal Stellvertreter des Befehlshaber der Flotte, nunmehr im Dienstgrad eines Konteradmirals. Birnbacher wurde am 30. September 1970 pensioniert.

### Ruhestand
Nach seiner Pensionierung war Birnbacher von 1973 bis 1986 Bundesbeauftragter bei den Seeämtern Flensburg und Lübeck. Kurz vor seinem Tode zogen Birnbacher und seine Frau wieder an seinen Geburtsort Villach in Österreich zurück.

## Auszeichnungen
Beförderungen
- 9. Oktober 1930 Seekadett (Reichsmarine)
- 1. April 1931 Gefreiter
- 1. April 1932 Fähnrich zur See
- 1. Juli 1932 Obermaat
- 1. April 1934 Oberfähnrich zur See
- 1. Oktober 1934 Leutnant zur See
- 1. Juni 1936 Oberleutnant zur See (Kriegsmarine)
- 1. April 1939 Kapitänleutnant
- 1. April 1943 Korvettenkapitän
- 16. August 1956 Fregattenkapitän (Bundesmarine)
- 18. September 1960 Kapitän zur See
- 7. August 1963 Flottillenadmiral[6]
- 2. Oktober 1968 Konteradmiral

- Medaille zur Erinnerung an die Heimkehr des Memellandes am 20. September 1939
- Eisernes Kreuz II. Klasse am 9. April 1940
- Eisernes Kreuz I. Klasse am 20. April 1940
- Verwundetenabzeichen in Schwarz am 15. Mai 1940
- Ritterkreuz des Eisernen Kreuzes am 17. Juni 1940
- Schnellboot-Kriegsabzeichen am 16. Dezember 1940
- Dienstauszeichnung III. Klasse am 4. November 1941
- Finnischer Orden des Freiheitskreuzes III. Klasse am 4. November 1941
- Nennung im Wehrmachtbericht am 9. März 1941
- Deutsches Kreuz in Gold am 10. November 1942
- Zerstörer-Kriegsabzeichen am 27. April 1943
- Großes Verdienstkreuz des Verdienstordens der Bundesrepublik Deutschland 1970

Birnbacher war unter anderem Ehrenmitglied der Marinekameradschaft Fregattenkapitän Peter–Pirkham Villach.